# Luca Morassi
Luca Morassi (Udine, 7 gennaio 1991) è un giocatore di calcio a 5 italiano.

## Carriera

### Club
Proveniente dal calcio a 11, con un trascorso biennale nelle giovanili dell'Udinese Calcio, si avvicina al calcio a 5 nella stagione 2009-10 quando difende i pali dell'Udinese Futsal nella serie C1 regionale. Dopo una parentesi estiva nel beach soccer con il Coil Sabbiadoro, la stagione successiva si accorda con il Pordenone in serie B. Le buone prestazioni con i neroverdi attirano le attenzioni del Futsal Villorba in serie A2 che lo tessera per due anni come alternativa all'esperto Tonello, ma già nel dicembre 2011 si trasferisce allo Zanè Vicenza in serie B. Inizialmente sostituto di Seraglio, Morassi si guadagna ben presto i gradi di titolare, contribuendo significativamente alla vittoria dei berici in campionato. L'anno seguente in serie A2 il copione si ripete: con la rescissione del titolare Filò a inizio campionato, Morassi lo sostituisce degnamente per tutta la stagione, conclusasi con la vittoria del proprio girone e la conseguente storica promozione in serie A. Rimasto svincolato in seguito allo scioglimento dello Zanè Vicenza, nell'agosto 2013 si accorda con la Marca Futsal campione d'Italia; l'esperienza con la maglia bianconera si rivela tuttavia di breve durata perché già nel dicembre del medesimo anno il giocatore è ceduto alla Luparense.

### Nazionale
Nel marzo del 2011 esordisce con la Nazionale di calcio a 5 dell'Italia Under-21 ad Andorra, risultando determinante nel finale per congelare il risultato sul 3-3 ed evitare agli azzurri la sconfitta contro la nazionale del piccolo principato pirenaico. È stato in seguito chiamato dal ct Raoul Albani a far parte della Nazionale sperimentale che il 6 e il 7 gennaio 2013 ha partecipato a una tournée benefica in Thailandia, nonché nel giugno dello stesso anno, dal ct Roberto Menichelli a prendere parte a uno stage della Nazionale maggiore con cui esordisce nell'amichevole vinta per 5-4 contro il Vietnam.

## Palmarès
- Campionato italiano: 2

Luparense: 2013-14, 2016-17
- Campionato di serie A2: 1

Zanè Vicenza: 2012-13
- Campionato di serie B: 1

Zanè Vicenza: 2011-12